# Észak-seattle-i Főiskola
Az Észak-seattle-i Főiskola (North Seattle College, NSC) állami fenntartású felsőoktatási intézmény az Amerikai Egyesült Államok Seattle városában. A Közép-seattle-i Főiskolával és a Dél-seattle-i Főiskolával együtt a Seattle Colleges District része.
2014 előtt neve Észak-Seattle-i Közösségi Főiskola volt.

## Kampusz
A 25 hektár területű campus Seattle Northgate kerületének Licton Springs városrészében fekszik. Az egyetemhez tartozik a Thornton-patak déli ágánál fekvő 45 ezer négyzetméteres természetvédelmi terület, ahol a csendes-óceáni levelibéka és hosszú ujjú szalamandra is megtalálható.
Az 1970-ben alapított könyvtár fizikai és digitális gyűjteménye több mint 174 ezer elemből áll.

## Oktatás
Az intézmény transz- és kereszt-diszciplináris kurzusokat is kínál, valamint óraműves képzés is folyik. A Running Start programban középiskolai hallgatók közép- és felsőfokú tanulmányi krediteket szerezhetnek.
2010 óta a kétéves képzést végzettek alapfokú diplomát is szerezhetnek.

## Fordítás
- Ez a szócikk részben vagy egészben  a   North Seattle College című angol Wikipédia-szócikk ezen változatának fordításán alapul.  Az eredeti cikk szerkesztőit annak laptörténete sorolja fel. Ez a jelzés csupán a megfogalmazás eredetét és a szerzői jogokat jelzi, nem szolgál a cikkben szereplő információk forrásmegjelöléseként.